# Lecionário 2145
O Lecionário 2145 (designado pela sigla ℓ 2145 na classificação de Gregory-Aland) é um antigo manuscrito do Novo Testamento, paleograficamente datado do Século XIII d.C.[a]
Este codex contém lições dos evangelhos de Mateus, Marcos, Lucas e João (conhecido como Evangelistarium). Um dos fólios contém o menológio para os dias 24 e 25 de Junho (respectivamente Lucas 1:59–80 e Mateus 16:13–18) e outro fólio, pertencente a colecção de Martin Schøyen contém o menológio para o dia 6 de Setembro[a]. Foi escrito em grego, e actualmente se encontra na Colecção Kenneth Willis Clark da Universidade Duke.